# Cuverville (Seine-Maritime)
Cuverville (auch Cuverville-en-Caux genannt) ist eine französische Gemeinde mit 341 Einwohnern (Stand: 1. Januar 2022) im Département Seine-Maritime in der Region Normandie. Sie gehört zum Arrondissement Le Havre und zum Kanton Octeville-sur-Mer. Die Einwohner werden Cuvervillais und Cuvervillaises genannt.

## Geographie
Cuverville liegt in der Naturregion Pays de Caux, etwa 22 Kilometer nordnordöstlich von Le Havre. Umgeben wird Cuverville von den Nachbargemeinden Bordeaux-Saint-Clair im Norden und Nordwesten, Les Loges im Norden, Fongueusemare im Osten und Nordosten, Écrainville im Südosten, Criquetot-l’Esneval im Süden sowie Villainville im Westen.

## Bevölkerungsentwicklung
| Jahr                       | 1962 | 1968 | 1975 | 1982 | 1990 | 1999 | 2006 | 2013 | 2020 |
| Einwohner                  | 177  | 169  | 148  | 187  | 231  | 292  | 319  | 358  | 344  |
| Quellen: Cassini und INSEE |      |      |      |      |      |      |      |      |      |

## Sehenswürdigkeiten

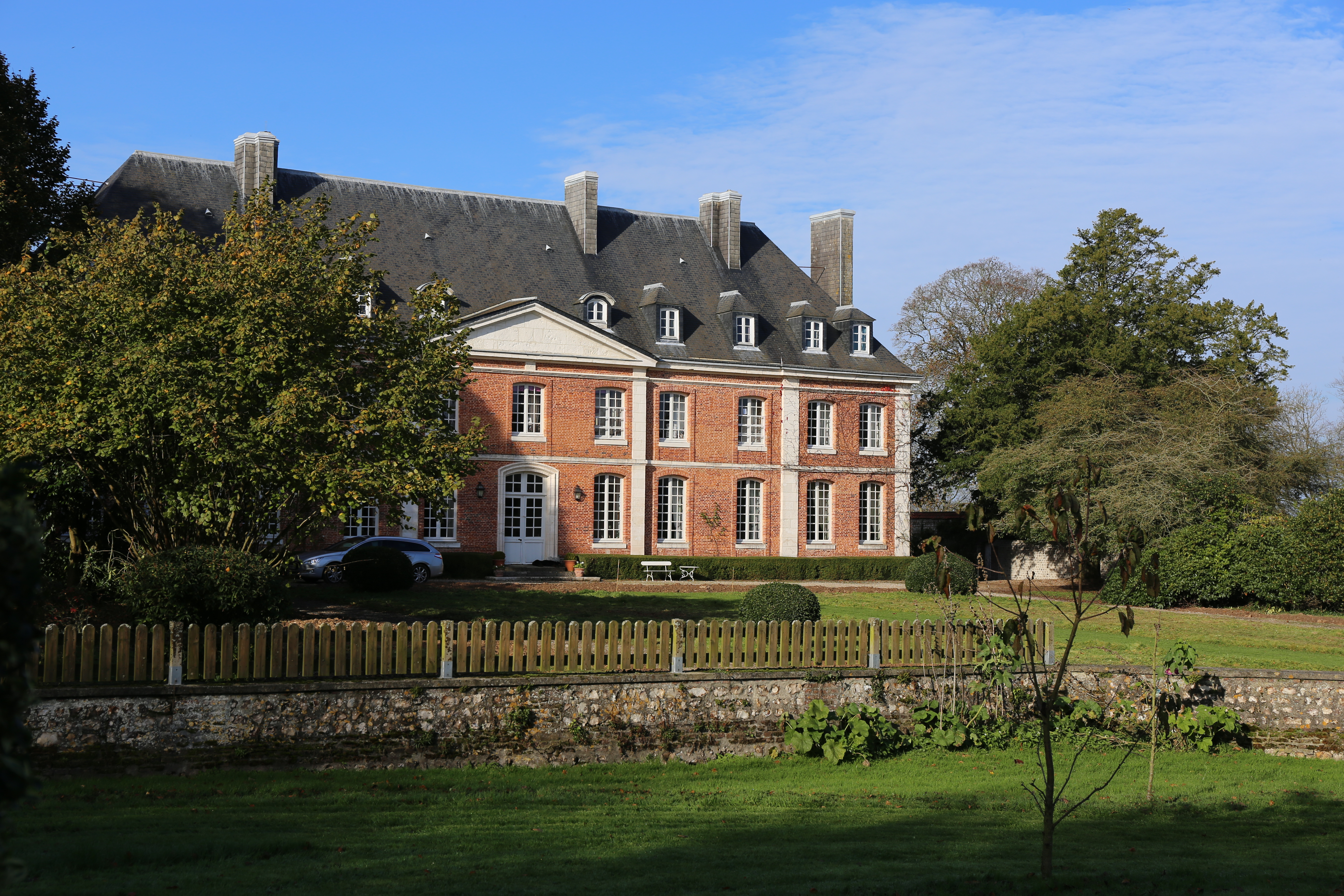
Schloss Cuverville

- Kirche Notre-Dame aus dem 16. Jahrhundert als Neubau der im Hundertjährigen Krieg zerstörten Kirche aus dem 12. Jahrhundert
- Schloss Cuverville aus dem 18. Jahrhundert, früheren Landgut, seit 1970 in Teilen als Monument historique eingeschrieben
- Reste der alten Burg

## Persönlichkeiten
- André Gide (1869–1951), französischer Schriftsteller, verbrachte seine Kindheit auf dem Schloss Cuverville, begraben neben der Pfarrkirche in Cuverville